# Long Point Provincial Park
Long Point Provincial Park är en provinspark i Ontario i Kanada.  Den ligger i Norfolk County på udden Long Point vid Eriesjön i provinsens sydöstra del.
Long Point Provincial Park är en del av den 40 km långa sandstranden i Eriesjön, som har erkänts som ett biosfärområde av FN. Parkens sanddyner och myrar gör den till ett utmärkt område för en mängd olika djur, särskilt lekande fisk, sköldpaddor och grodor. Det har också blivit en världsberömd fristad för flyttfåglar både på våren och hösten.

## Geologi
Long Point är en 40 km lång kustremsa som sträcker sig in i Eriesjön. Det är den längsta strandlinje som någon av någon de stora sjöarna har. Marken består av sedimentära bergarter från silur och devon (mellan 443 och 359 miljoner år sedan). Udden Long Point uppstod för 7 600 år sedan av en morän som korsade sjön. Den utökades när sjön nådde sin nuvarande nivå för 4000 år sedan.  Erosionen av de sand- och lerklippor, som ligger upp till 95 kilometer väster om halvön, hjälper till att fylla på material som förlorats genom våg- och vinderosion. Därför växer den fortfarande åt öster med  nästan 5 meter per år.

## Fågelskådning i parken
Både våren och hösten är utmärkta tider att titta på fåglar här.
September: fiskgjuse, spetsstjärtad duva, bälteskungsfiskare, amerikansk tundrapipare, större beckasinsnäppa, enkelbeckasin, amerikansk morkulla, lappsparv, amerikansk gråhäger, blåvingad årta, brudand, amerikansk sparvhök, vithövdad havsörn, pilgrimsfalk, prärietrana, grässparv, kärrsparv, östfibi, kanadagås, gräsand, amerikansk kricka och trastar.
Oktober: vandringstrast, sångsparv, mindre båtstjärt, berglärka, myrtrupial, amerikansk talltita, amerikansk trädkrypare, kanadagås, gräsand, rävsparv, prärietrana, vintergärdsmyg, sparvar och ugglor.
November: svartnäbbad islom, trädmås, dvärgmås, svartnäbbad brunand, buffelhuvud, knipa, bergand och amerikansk knölsvärta.